# Facoltà di traduzione e interpretariato dell'Università di Ginevra
La Facoltà di traduzione e interpretariato (FTI) è, nel suo settore specifico, uno dei primi istituti di formazione e di ricerca al mondo. Fondata nel 1941 come Scuola interpreti di Ginevra (École d’interprètes de Genève, EIG), ha assunto nel 1972 il nome di Scuola di traduzione e interpretariato (École de traduction et d’interprétation, ETI), ed ha introdotto un cursus completo di studi in traduzione. Nel 2011 la Scuola è diventata ufficialmente facoltà universitaria assumendo la denominazione attuale di Facoltà di traduzione e interpretariato (FTI). La Scuola è stata fondata da Antoine Velleman:
(S. Stelling-Michaud, La Scuola di interpreti dal 1941 al 1956.)
Inizialmente integrata alla Facoltà di lettere, l’istituzione si stacca poi da quest’ultima tra il 1953 e il 1955 e diventa un istituto autonomo dell’Università. All’epoca accoglie un centinaio di insegnanti e ricercatori.

## Situazione geografica
Fino al 1946, gli uffici amministrativi si situano nell’ufficio di Antoine Velleman, al numero 5 di avenue Marc-Monnier, poi al 4 di rue Saint-Victor, in un appartamento dove tre stanze e l’ingresso erano utilizzati dalla scuola e altre tre stanze erano usate dall’amministrazione. Tra il 1952 e il 1953, grazie ai lavori di rinnovo dell’Università di Ginevra gli uffici amministrativi si spostano all’Università, al posto dei vecchi locali dell’Istituto di fisica (al pianoterra). Nel 1978, l'istituto trasloca nell’edificio dei Corsi Commerciali di Ginevra, al numero 19 di Place des Augustins. Nel 1992, l’istituzione trasloca ancora una volta nei nuovi locali di Uni Mail, al numero 40 di boulevard du Pont-d'Arve.

## Risorse informatiche e servizi
Gli studenti hanno accesso a risorse informatiche e audiovisive nonché a una biblioteca specializzata in traduttologia, traduzione (teorie, storia, didattica, ecc.), interpretazione consecutiva e simultanea, interpretazione in lingua dei segni, linguistica computazionale, terminologia e lessicologia.

### Biblioteca
Attualmente situata al secondo piano dell’edificio Uni-Mail, la biblioteca mette a disposizione degli studenti (consultazione e prestito) libri sulle materie studiate alla FTI, dizionari di lingua, dizionari specializzati e riviste. Dal 1984, la biblioteca fa parte del réseau romand RERO e usa la classificazione Dewey.
Storicamente, la prima biblioteca della FTI è una collezione non istituzionalizzata nell’ufficio di Antoine Velleman all’avenue Marc-Monnier. Velleman presta i suoi libri personali agli studenti interessati:
(Gérard Ilg, citato nel libro di P. Duret.)
Nel 1953, in rue de Candolle una stanza è adibita a biblioteca, nel seminterrato dell’edificio dei Bastions. Si tratta per la prima volta di una vera biblioteca specializzata, che contiene dizionari (monolingui, bilingui, tecnici) e documentazione sulle instituzioni internazionali. Quando l’istituto si trasferisce nel palazzo dei Corsi Commerciali di Ginevra, nel 1978, la biblioteca si munisce di computer; vengono create cassette per gli esercizi di interpretazione e vengono messi a disposizione dei CD-ROM.

### L’interpretazione simultanea
Il fondatore dell’istituto, Antoine Velleman, non era a favore dell’interpretazione simultanea. I corsi di interpretariato che si svolgevano presso l’istituto erano quindi all’inizio esclusivamente di interpretazione consecutiva. Sono i giovani diplomati che iniziano a organizzare serate in cui si esercitano alla simultanea di loro iniziativa. L’associazione degli ex-diplomati dell’istituto (AAEDEI) contatta IBM per chiedere che una cabina sia messa a disposizione. Una sala sarà affittata al pianoterra di una chiesa metodista in rue Calvin 12. Dal 1947, si svolgono regolarmente serate per esercitarsi. Ogni partecipante contribuisce pagando tre franchi a serata per coprire i costi di costruzione dell’impianto tecnico e l’affitto della sala. Sarà solo nel 1950 che il primo corso di interpretazione simultanea si svolgerà sotto la direzione ufficiale di un insegnante dell’istituto (Serge Gloor).
Nel 1952, un dono di IBM consente l’acquisto di dispositivi per l’interpretazione simultanea. Una nuova aula di interpretazione simultanea è inaugurata il 4 febbraio 1953 nel seminterrato dell’edificio Uni-Bastions. L’aula consta di dieci cabine (due file sovrapposte). Un quadro di telecomando integrato nell’ufficio del professore gli permette di controllare tutte le cabine.
Oggi, la facoltà dispone di una piattaforma di insegnamento virtuale che permette di dispensare corsi di interpretazione simultanea a distanza. L’applicazione consente di accedere a discorsi digitalizzati, a un forum, a una chat e a uno spazio dove il formatore inserisce le critiche per gli studenti. Gli studenti possono riascoltare il discorso originale e la loro interpretazione (pista doppia).

## Offerta formativa della FTI
La Facoltà propone le formazioni seguenti: Bachelor (BA) universitario in comunicazione multilingue, Master (MA) in traduzione, in trattamento informatico multilingue e in interpretariato di conferenza, Certificato complementare in traduzione. Gli studenti scelgono la combinazione linguistica tra le lingue proposte dalla facoltà, il tedesco, l’inglese, l’arabo, lo spagnolo, il francese, l’italiano e il russo.
Le formazioni danno accesso a svariate professioni linguistiche nei settori della comunicazione multilingue, delle relazioni pubbliche, dei media, dell’amministrazione, del turismo, dei tribunali, della mediazione linguistica e, ovviamente, della traduzione e dell’interpretazione di conferenza, e danno anche la possibilità di accedere all'insegnamento e alla ricerca.

## Mobilità
La FTI ha sottoscritto accordi di scambio e di collaborazione con 70 università, in più di 20 paesi del mondo.

## Ricerca
Se negli anni seguenti la sua fondazione, l’istituto era innanzitutto un luogo di formazione professionale, la facoltà oggi conduce attività di ricerca in diversi ambiti.

### Gruppi di ricerca e progetti
La FTI ha vari gruppi di ricerca che svolgono progetti finanziati dall’Unione europea o dal Fondo nazionale svizzero della ricerca scientifica; svolgono ricerca nei vari settori di specializzazione della facoltà.
Il centro di studi in traduzione giuridica e istituzionale (Transius) è specializzato nella traduzione giuridica e istituzionale.
L’osservatorio di economia, lingue e formazione è attivo nell’ambito « Multilinguismo e governance».
Il dipartimento di trattamento informatico multilingue (TIM) svolge ricerca negli ambiti di traduzione automatica e riconoscimento vocale multilingue, in terminologia/terminotica e lessicologia.
Il dipartimento di interpretariato si focalizza sull’interpretariato e la cognizione, e sull’interpretariato in contesto umanitario.

### Dottorato
Alla FTI è possibile conseguire un dottorato in uno dei seguenti curricula:
- traduttologia;
- trattamento informatico multilingue;
- interpretariato di conferenza;
- gestione della comunicazione multilingue.

## Relazioni internazionali e collaborazioni

### Formazione continua
La FTI offre diplomi o certificati di formazione continua, in traduttologia, metodologia della traduzione, traduzione (economica, giuridica, tecnica, letteraria), redazione (lingua attiva o passiva), redazione tecnica, traduzione assistita da computer (computer assisted translation, CAT), terminologia et interpretariato.

### Network europei e internazionali
La facoltà è membro di network europei e internazionali, tra i quali:
- Programma ONU di collaborazione con le università;
- European Masters in Conference Interpreting (EMCI)[30];
- European Masters in Translation (EMT)[31];
- Conferenza internazionale permanente degli istituti universitari di traduttori e interpreti (CIUTI)[32];
- Universities Contact Group dell’International Annual Meeting on Language Arrangements, Documentation and Publications (IAMLADP).

### Innovazione tecnologica
La FTI lavora su progetti di innovazione tecnologica in collaborazione con la città di Ginevra. Un esempio è il progetto BabelDr, sviluppato con l'Ospedale universitario di Ginevra e che ha ricevuto il premio Innogap 2015.

### Monografie
- (FR) Capel Esteve Carmen M. e Chazal Axelle, Les études en interprétation de conférence à l'ETI : Avant, pendant et après, Genève, Université de Genève, 2010.
- (FR) Duret Patrice, L'École de traduction et d'interprétation et sa bibliothèque (1941-1993) : dossiers documentaires et brochure historique : rapport (Lavoro di diploma), Association des bibliothèques et bibliothécaires suisses, 1998.
- (FR) Duret Patrice, L'ETI : toute une histoire... L'École de traduction et d'interprétation de 1941 à 1993 (Lavoro di fine studi non pubblicato, rimasto allo stadio di progetto), 1998.
- (FR) Martin Paul-Edmond, XXXII - L’école d'interprètes (1948-1955), in L'Université de 1914 à 1956, Ginevra, 1958,  pp. 293-296.
- (DE) Rumprecht Katrin, Die Nürnberger Prozesse und ihre Bedeutung für die Entwicklung des modernen Konferenzdolmetschens, in Hartwig Kalverkämper e Larisa Schippel (a cura di), Simultandolmetschen in Erstbewährung: Der Nürnberger Prozess 1945, Berlin, Frank & Timme, 2008,  pp. 264-265.
- (DE) Die Dolmetscherschule in Genf, Schweiz. Zentralstelle für Frauenberufe, 1943.

### Riviste
- (FR) de Bessé Bruno, École de traduction et d’interprétation de l’Université de Genève, in Traduire : revue française de la traduction, n. 192, 2002,  pp. 53-67.
- (FR) Truffaut Louis, L’École de traduction et d’interprétation de l’Université de Genève, in Cahiers européens - Europäische Hefte - Notes from Europe, n. 2, 1980,  pp. 82-96.

### Periodici e quotidiani
- (FR) Françoise Buffat, Y a-t-il une crise à l'École de traduction et d'interprétation ?, in Journal de Genève, 11 luglio 1977.
- (FR) Varuna Singh, Le diplôme de l'Ecole de traduction devient eurocompatible, in Journal de Genève e Gazette de Lausanne, 15 luglio 1993.
- (FR) Claudine Girod, La «réforme» de l'École de traduction sème la discorde, in Tribune de Genève, 26 agosto 2004.
- (FR) Yvan Schulz, L’ETI peine à faire passer ses réformes, in Le Courrier, 22 dicembre 2004.
- (FR) Miguel Otera, L’ETI veut faire la preuve par dix de l’efficacité de ses réformes, in Le Courrier, 28 febbraio 2005.
- (FR) Marion Moussadek, À l’ère digitale, le métier d’interprète de conférence amorce sa mutation, in Le Temps, 4 maggio 2007.